# Elmdon, West Midlands
Elmdon är en by i civil parish Bickenhill and Marston Green, i distriktet Solihull, i grevskapet West Midlands, i England. Byn är belägen 10 km från Birmingham. Elmdon var en civil parish fram till 1932 när blev den en del av Bickenhill och Solihull Urban. Civil parish hade 225 invånare år 1931. Byn nämndes i Domedagsboken (Domesday Book) år 1086, och kallades då Elmedone.

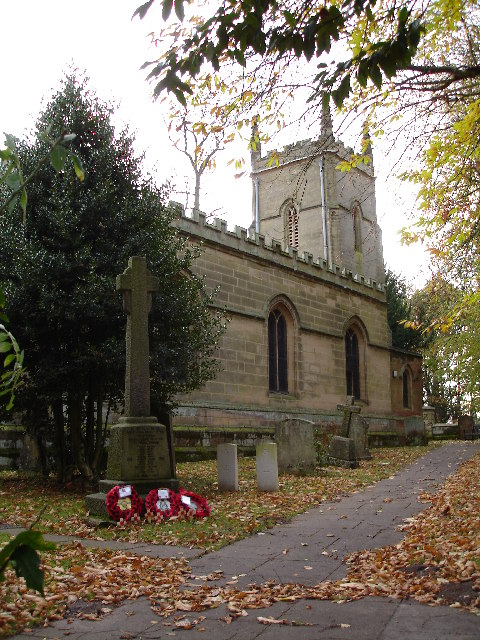